# جان موريل
جان موريل (بالفرنسية: Jean Morel)‏ هو سياسي فرنسي، ولد في 10 أكتوبر 1854 في فرنسا، وتوفي في 7 فبراير 1927 في باريس في فرنسا. حزبياً، نشط في التحالف الجمهوري الديمقراطي وIndependent Radicals ‏. وقد انتخب عضو مجلس الشيوخ في الجمهورية الفرنسية الثالثة وانتخب نائب فرنسي.